# Erimystax
Erimystax és un gènere de peixos de la família dels ciprínids i de l'ordre dels cipriniformes.

## Taxonomia
- Erimystax cahni (Hubbs & Crowe, 1956)
- Erimystax dissimilis (Kirtland, 1840)
- Erimystax harryi (Hubbs & Crowe, 1956)
- Erimystax insignis (Hubbs & Crowe, 1956)
- Erimystax x-punctatus (Hubbs & Crowe, [1956])[2][3][4][5][6]